# Cedartown (Georgia)
Cedartown es una ciudad ubicada en el condado de Polk en el estado estadounidense de Georgia. En el censo de 2000, su población era de 9.470.

## Demografía
En el 2000 la renta per cápita promedia del hogar era de $24,562, y el ingreso promedio para una familia era de $28,119. El ingreso per cápita para la localidad era de $12,251. Los hombres tenían un ingreso per cápita de $25,295 contra $20,711 para las mujeres.

## Geografía
Cedartown se encuentra ubicado en las coordenadas 34°0′55″N 85°15′14″O / 34.01528, -85.25389 (34.015279, -85.253958).
Según la Oficina del Censo, la localidad tiene un área total de 17,8 km² (6,9 mi²), de la cual 17,7 km² (6,8 mi²) es tierra y 0,1 km² (0 mi²) (0.56%) es agua.